# سفرهای استانی دولت سیزدهم
این فهرست، اسامی سفرهای هشتمین رئیس‌جمهور ایران، سید ابراهیم رئیسی و اعضای هیئت دولت وی به استان‌های ایران از زمان آغاز دولت سیزدهم در ۱۲ مرداد سال ۱۴۰۰ تا پایان آن دولت است.

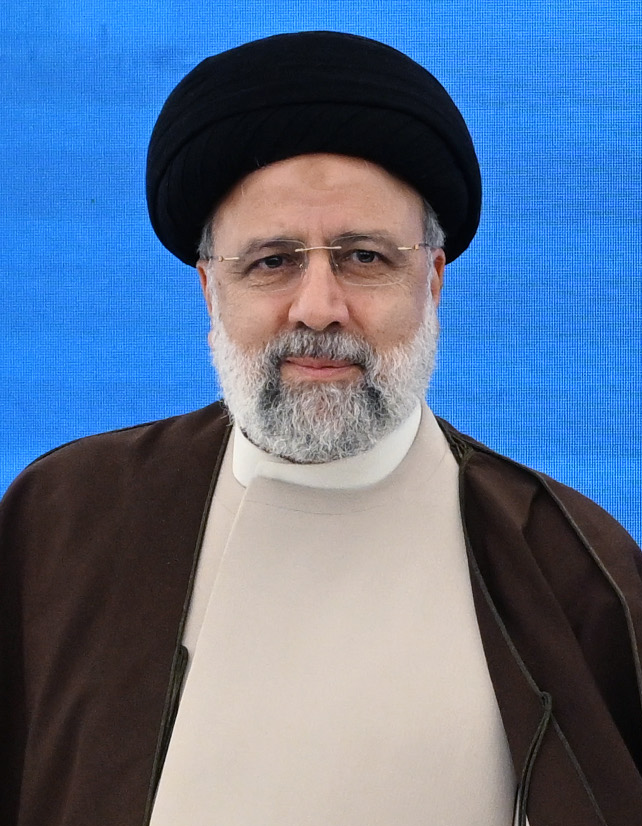
رئیسی در آخرین سفر خود به استان آذربایجان شرقی و ساعاتی پیش از سانحه سقوط بالگرد و درگذشت، ۳۰ اردیبهشت ۱۴۰۳

سید ابراهیم رئیسی در سومین سفر خود به استان آذربایجان شرقی، همراه با حسین امیرعبداللهیان وزیر امور خارجه، مالک رحمتی استاندار آذربایجان شرقی و سید محمدعلی آل هاشم نماینده ولی‌فقیه و امام جمعه شهر تبریز در سانحه سقوط بالگرد ورزقان جان باختند.

## دیدار عمومی
در دور اول سفرها به دلیل همه‌گیری جهانی کرونا دیدار عمومی رئیسی در سفرهای استانی برگزار نشد اما از آغاز دور دوم سفرهای استانی، این دیدارها از سر گرفته شد.

## فهرست سفرهای استانی
| دور اول | دور اول                                                                 | دور اول          | دور اول              | دور اول |
| ر       | استان                                                                   | تاریخ            | استاندار استان       | منبع    |
| ------- | ----------------------------------------------------------------------- | ---------------- | -------------------- | ------- |
| ۱       | خوزستان                                                                 | ۵ شهریور ۱۴۰۰    | صادق خلیلیان         | [ ۲ ]   |
| ۲       | سیستان و بلوچستان                                                       | ۱۱ شهریور ۱۴۰۰   | حسین مدرس خیابانی    | [ ۳ ]   |
| ۳       | خراسان جنوبی                                                            | ۱۹ شهریور ۱۴۰۰   | محمدجواد قناعت       | [ ۴ ]   |
| ۴       | ایلام                                                                   | ۲ مهر ۱۴۰۰       | محمد نوذری           | [ ۵ ]   |
| ۵       | کهگیلویه و بویراحمد                                                     | ۹ مهر ۱۴۰۰       | سید علی احمدزاده     | [ ۶ ]   |
| ۶       | بوشهر                                                                   | ۱۶ مهر ۱۴۰۰      | احمد محمدی‌زاده       | [ ۷ ]   |
| ۷       | فارس                                                                    | ۲۲ مهر ۱۴۰۰      | محمدهادی ایمانیه     | [ ۸ ]   |
| ۸       | اردبیل                                                                  | ۳۰ مهر ۱۴۰۰      | سید حامد عاملی       | [ ۹ ]   |
| ۹       | سمنان                                                                   | ۱۳ آبان ۱۴۰۰     | سید محمدرضا هاشمی    | [ ۱۰ ]  |
| ۱۰      | زنجان                                                                   | ۲۷ آبان ۱۴۰۰     | محسن افشارچی         |         |
| ۱۱      | لرستان                                                                  | ۱۹ آذر ۱۴۰۰      | فرهاد زیویار         | [ ۱۱ ]  |
| ۱۲      | یزد                                                                     | ۲۶ آذر ۱۴۰۰      | مهران فاطمی          | [ ۱۲ ]  |
| ۱۳      | قم                                                                      | ۹ دی ۱۴۰۰        | سید محمدتقی شاهچراغی | [ ۱۳ ]  |
| ۱۴      | هرمزگان                                                                 | ۲۳ دی ۱۴۰۰       | مهدی دوستی           | [ ۱۴ ]  |
| ۱۵      | گیلان                                                                   | ۸ بهمن ۱۴۰۰      | اسدالله عباسی        | [ ۱۵ ]  |
| ۱۶      | گلستان                                                                  | ۱۳ اسفند ۱۴۰۰    | علی‌محمد زنگانه       | [ ۱۶ ]  |
| ۱۷      | مازندران                                                                | ۲۰ اسفند ۱۴۰۰    | سید محمود حسینی‌پور   | [ ۱۷ ]  |
| ۱۸      | خراسان رضوی                                                             | ۱۰ فروردین ۱۴۰۱  | یعقوب‌علی نظری        | [ ۱۸ ]  |
| ۱۹      | البرز                                                                   | ۱۸ فروردین ۱۴۰۱  | مجتبی عبداللهی       | [ ۱۹ ]  |
| ۲۰      | قزوین                                                                   | ۷ اردیبهشت ۱۴۰۱  | محمدمهدی اعلایی      | [ ۲۰ ]  |
| ۲۱      | آذربایجان غربی                                                          | ۳۰ اردیبهشت ۱۴۰۱ | محمدصادق معتمدیان    | [ ۲۱ ]  |
| ۲۲      | آذربایجان شرقی                                                          | ۱۲ خرداد ۱۴۰۱    | زین‌العابدین رضوی خرم | [ ۲۲ ]  |
| ۲۳      | چهارمحال و بختیاری                                                      | ۱۹ خرداد ۱۴۰۱    | غلامعلی حیدری        |         |
| ۲۴      | اصفهان                                                                  | ۲۶ خرداد ۱۴۰۱    | سید رضا مرتضوی       | [ ۲۳ ]  |
| ۲۵      | خراسان شمالی                                                            | ۲ تیر ۱۴۰۱       | محمدرضا حسین‌نژاد     | [ ۲۴ ]  |
| ۲۶      | کردستان                                                                 | ۱۷ تیر ۱۴۰۱      | اسماعیل زارعی کوشا   | [ ۲۵ ]  |
| ۲۷      | کرمانشاه                                                                | ۲۳ تیر ۱۴۰۱      | بهمن امیری‌مقدم       | [ ۲۶ ]  |
| ۲۸      | مرکزی                                                                   | ۳۱ تیر ۱۴۰۱      | فرزاد مخلص‌الائمه     | [ ۲۷ ]  |
| ۲۹      | همدان                                                                   | ۶ مرداد ۱۴۰۱     | علیرضا قاسمی فرزاد   | [ ۲۸ ]  |
| ۳۰      | کرمان                                                                   | ۲۰ مرداد ۱۴۰۱    | محمدمهدی فداکار      |         |
| دور دوم |                                                                         |                  |                      |         |
| ۱       | خراسان جنوبی                                                            | ۲۴ آذر ۱۴۰۱      | محمدجواد قناعت       | [ ۲۹ ]  |
| ۲       | یزد                                                                     | ۲۲ دی ۱۴۰۱       | مهران فاطمی          | [ ۳۰ ]  |
| ۳       | بوشهر                                                                   | ۱۱ اسفند ۱۴۰۱    | احمد محمدی‌زاده       | [ ۳۱ ]  |
| ۴       | خوزستان                                                                 | ۷ اردیبهشت ۱۴۰۲  | علی‌اکبر حسینی محراب  | [ ۳۲ ]  |
| ۵       | آذربایجان شرقی                                                          | ۱۸ خرداد ۱۴۰۲    | زین‌العابدین رضوی خرم | [ ۳۳ ]  |
| ۶       | کهگیلویه و بویراحمد                                                     | ۲۶ تیر ۱۴۰۲      | سید علی احمدزاده     | [ ۳۴ ]  |
| ۷       | فارس                                                                    | ۲۰ مهر ۱۴۰۲      | محمدهادی ایمانیه     | [ ۳۵ ]  |
| ۸       | کردستان                                                                 | ۱۱ آبان ۱۴۰۲     | اسماعیل زارعی کوشا   | [ ۳۶ ]  |
| ۹       | چهارمحال و بختیاری                                                      | ۲۵ آبان ۱۴۰۲     | غلامعلی حیدری        | [ ۳۷ ]  |
| ۱۰      | البرز                                                                   | ۱۷ آذر ۱۴۰۲      | مجتبی عبداللهی       | [ ۳۸ ]  |
| ۱۱      | گلستان                                                                  | ۳۰ آذر ۱۴۰۲      | علی‌محمد زنگانه       | [ ۳۹ ]  |
| -       | کرمان(این سفر به‌منظور حضور در مراسم کشته‌شدگان انفجارهای کرمان بوده است) | ۱۵ دی ۱۴۰۲       | محمدمهدی فداکار      | [ ۴۰ ]  |
| ۱۲      | زنجان                                                                   | ۱۵ دی ۱۴۰۲       | محسن افشارچی         | [ ۴۱ ]  |
| ۱۳      | هرمزگان                                                                 | ۱۲ بهمن ۱۴۰۲     | مهدی دوستی           | [ ۴۲ ]  |
| ۱۴      | سمنان                                                                   | ۳۰ فروردین ۱۴۰۳  | سید محمدرضا هاشمی    | [ ۴۳ ]  |
| ۱۵      | قم                                                                      | ۲۰ اردیبهشت ۱۴۰۳ | سید محمد آقامیری     | [ ۴۴ ]  |
| ۱۶      | مازندران                                                                | ۲۷ اردیبهشت ۱۴۰۳ | یوسف نوری            | [ ۴۵ ]  |
| ۱۷      | آذربایجان شرقی                                                          | ۳۱ اردیبهشت ۱۴۰۳ | مالک رحمتی           | [ ۴۶ ]  |